# Бубнов Володимир Васильович
Володи́мир Васи́льович Бубно́в (нар. 25 січня 1932, м. Глухів, нині Шосткинського району Сумської області) — український журналіст, краєзнавець.

## Біографія

### Родина
Народився в родині службовців. Батько  — Бубнов Василь Олексійович, мати Галина Антонівна (до шлюбу Кукса).

### Період геноциду
Родина Володимира Васильовича пережила часи Голодомору завдяки батькові, який працював банківським службовцем та отримував зарплатню срібними полтинниками, їх переплавляв на злитки і здавав до «Торгсину» (створене у 1931 році і ліквідоване 1936 року від російськомовного словосполучення «торговля с іностранцамі»), міняючи на їжу.
У 1934 році родина Бубнових переїхала до Сум. Батько родини пішов працювати на завод СМНВО імені М. В. Фрунзе у відділі постачання, де пропрацював до початку Другої світової війни.

### Німецька окупація
Навчатися пішов у школу № 2 під час німецької окупації у 1941 році. Перші жахливі враження німецької присутності сталися під час страти сумських підпільників, яких вішали на Червоній площі, на місці зруйнованої більшовиками Покровської церкви (німці перейменували на «Майдан Гітлера»).

### Навчання
Після деокупації Сум у 1943 році продовжив навчання. Закінчивши школу вступив до Харківського авіаційного інституту, по закінченню якого по розподілу потрапив до Омську, де працював на промислових підприємствах.

### Повернення до Сум
У 1959 році за сприяння начальників українців, отримав дозвіл повернутися на Україну, де до самої пенсії працював на заводі «Електрон».

### Творчий доробок
Постійно друкувався у місцевій періодиці. Публікував статті на краєзнавчу тему. Особливу увагу приділив дослідженню діяльності сумського антифашистського підпілля. Школа яку закінчив, носила ім'я Бадаєвої. Володимир Васильович у дитинстві бачив, як німці вели на страту трьох дівчат і одна із них  — Марія Бадаєва.
Результатом тривалих досліджень стало написання книги «Суми у 1943—1945 роках: офіціоз та дійсність». Де автор викриває майже суцільну брехню у офіційних радянських виданнях про псевдо-досягнення комуністичної партії в організації партизанського та підпільного руху опору під час німецької окупації. На основі архівних документів викриває ганебне замовчування провалів та тотальне дезертирство вищих посадовців міста та області.
У передмові книги Володимир Васильович пише:
| І хоча прожите в окупованих Сумах — тільки невеличка частка долі мого міста, я не хочу залишати її знівеченою брехнею в офіційній літературі ще з більшовицьких часів. Мені давно хотілося дізнатися якомога більше документальних фактів про дуже непрості події мого дитинства. Але тоді це «мали право» далеко не всі, навіть високопоставлені партійці, а розказувати могли тільки винятково довіреним та й то пошепки, бо все було пронизане «сексотами». І тільки після провалу сумнозвісного ДКНС партійні архіви у 1991 р. передали державі і з’явилася можливість зазирнути правді в очі. |

### Сімейний стан
Одружений, має двох дітей  — доньку і сина, та онука з онучкою.